# Ват Пном
Ват Пном (кхмер. វត្តភ្នំ; «Храм-гора») — буддійський монастир у Пномпені, Камбоджа. Заснований в 1373 році. Заввишки 27 м, Ват Пном є найвищою релігійною будівлею міста.

## Історія
За легендою, перша пагода на пагорбі Ват Пном з'явилася в 1373 році. У ній розмістили чотири статуї Будди, принесені сюди бурхливими водами Меконгу під час повені і виявлені місцевою мешканкою Пен, скульптуру якої можна побачити біля підніжжя пагорба. З тих пір Ват-Пном став місцем вшанування Будди, і пізніше тут з'явилося ще кілька святилищ: в 1434 році храмове святилище віхара, в 1467 році — ступа з прахом короля, в 16 столітті — кілька місць шанування духів. Французькі колоністи облагородили пагорб, проклали до вершини сходи з балюстрадою і посадили сади. Віхара (храмове святилище) кілька разів реконструювалася — в середині 15-го століття, початку і кінці 19-го, в останній раз — в 1926 році.

## Опис
До центрального входу у Ват Пном ведуть розкішні сходи, які охороняють фігури левів і нагів, що розміщені з двох сторін балюстради. На захід від віхари підноситься велика ступа з прахом монарха Понхея Ята (1405-67). Між віхарою і ступою розташована статуя усміхненої пані Пен, що встановлена в павільйоні на південній стороні доріжки.
Обидва боки проходу до центрального жертовника оберігають статуї духів-вартових з металевими битами. Усередині головного вівтаря знаходиться велика бронзова статуя сидячого Будди в оточенні скульптур, квітів, свічок і підношень. Стіни покриті розписами, основний сюжет — розповіді-джатаки про ранні реінкарнації Будди до того, як він став просвітленим. Є також фрески, що зображують історії з «Реамкера» — кхмерської версії «Рамаяни». У камері праворуч від статуї знаходяться фігури китайських мудреців.
У північно-західному куті комплексу, вниз від віхари, розмістився невеличкий музей зі старими статуями і історичними артефактами.